# Forficula auricularia
Forficula auricularia Linnaeus, 1758, comunemente nota con i nomi forficola, forbicetta, forfecchia o forbicina, è un insetto onnivoro, volante e prevalentemente fitofago, facente parte dell'ordine dei Dermatteri, famiglia delle Forficulidae. È un insetto utile in quanto si nutre di residui vegetali contribuendone allo smaltimento. Il nome comune è dovuto al vistoso sviluppo dei cerci, che ricordano una pinza o delle forbici.

## Distribuzione e habitat
La forbicina è originaria dell'Europa, dove si è diffusa; è stata introdotta anche nel Nord America agli inizi del XIX secolo ed è ora diffusa in gran parte del continente americano.
Gli esemplari europei sopravvivono in ambienti freddi e umidi e hanno una temperatura di sviluppo ottimale che si aggira intorno ai 24 °C. La loro diffusione in un dato anno è legata a fattori come la temperatura, la velocità e la provenienza del vento. Per questa ragione la presenza di forbicine in Europa può essere prevista sulla base di analisi meteorologiche. Le uova sono molto resistenti sia alle temperature alte sia a quelle molto basse.

## Descrizione

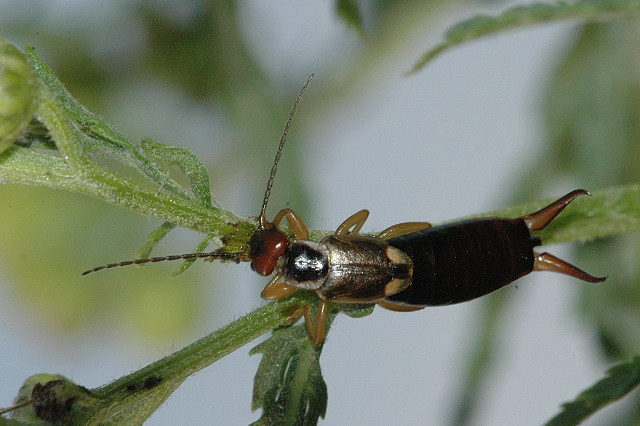
Esemplare femmina di Forficula auricularia

L'insetto ha forma allungata e appiattita di colore brunastro, con un pronoto a forma di scudo, due paia di ali (è in grado di volare) e un paio di cerci, lunghi tra i 10 e i 15 mm. Il secondo segmento tarsale è lobato e si estende distalmente al di sotto del terzo. L'antenna è costituita da un numero di segmenti che può variare tra 11 e 14. L'apparato boccale è apposito per la masticazione.
Le pinze sessuali maschili sono molto robuste e ampie alla base con denti crenulati. Le pinze femminili, invece, hanno una lunghezza media di circa 3 mm e sono meno robuste e diritte.
I cerci hanno una tripla funzione: essi vengono, infatti, utilizzati sia durante l'accoppiamento, sia per scopi alimentari, sia per fini autodifensivi. Inoltre le femmine hanno delle tegmine lunghe approssimativamente 2 mm. Gli esemplari maschi con pinze asimmetriche sono detti ermafroditi a causa della loro somiglianza con le femmine.

## Biologia

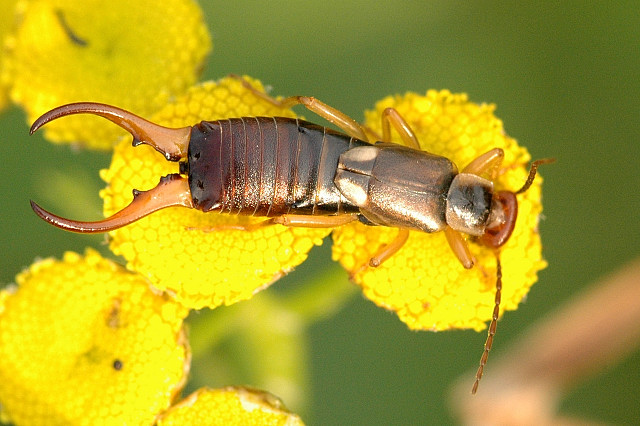
Un esemplare maschio di Forficula auricularia

L'insetto è occasionalmente dannoso alle coltivazioni e alle derrate alimentari e per la sua polifagia può attaccare colture erbacee in pieno campo, ortive, ornamentali e arboree da frutto, ma in genere le popolazioni si mantengono entro livelli tali da considerarlo come un fitofago secondario. Spesso si comporta come predatore, ricoprendo il ruolo di insetto ausiliario in molte coltivazioni. Frequenta anche gli ambienti antropizzati e può rinvenirsi frequentemente anche all'interno delle abitazioni in campagna.
La femmina produce circa 50 uova che nasconde in autunno in un nido sotto terra, quando entra in uno stato di letargo. In primavera si risveglia durante la schiusa delle uova.

## Nome
L'epiteto specifico latino auricularia significa relativa all'orecchio (auricula) e in lingua inglese il nome di questo insetto è earwig, ovvero creatura dell'orecchio. Il nome tedesco "Ohrenzwicker" ha pressappoco il medesimo significato. Entrambi derivano dal falso mito, tanto diffuso quanto privo di fondamento, che questo insetto penetri nell'orecchio umano e vi nidifichi.
Sono stati segnalati rari casi in cui degli esemplari di forbicine sono entrati in orecchie di persone dormienti. Ciò può avvenire, così come per ogni altro insetto, per puro caso, ma, poiché alcune specie producono una sostanza irritante, l'esperienza può essere spiacevole e può provocare danni all'apparato uditivo. La trasmissione del ricordo di questi episodi ha probabilmente dato origine al mito.

## Impatto sull'uomo
Forficula auricularia è un insetto onnivoro e comune che per la sua polifagia è presente in varie coltivazioni. Tuttavia i danni sono solo occasionali e generalmente hanno una rilevanza economica poco significativa. Spesso si rinviene in prodotti ortofrutticoli per l'abitudine di rifugiarsi in interstizi naturali che offrano un riparo, come l'ascella fogliare di ortaggi, i noccioli aperti delle pesche precoci, le insenature calicine delle pomacee, senza però procurare danni diretti, a parte il deprezzamento commerciale del prodotto dovuto alla presenza di questi insetti.
In generale non è oggetto di pratiche mirate di difesa. La scarsa mobilità e l'apparato boccale masticatore lo rendono vulnerabile all'azione di insetticidi a largo spettro d'azione attivi per contatto e per ingestione, il cui uso, comunque, deve essere oculato a causa dell'impatto considerevole sull'artropofauna utile.
La gregarietà di questo insetto è invece possibile causa di infestazioni presso le abitazioni o al loro interno. Eventuali proliferazioni possono essere facilmente ridimensionate trattando gli esterni con insetticidi autorizzati per uso civile, come alcuni piretroidi (permetrina, ecc.).